# محمد دیهیم
محمد دیهیم تبریزی از سیاستمداران ایرانی بود، که در دوره‌های  نوزدهم،  بیستم،  بیست و یکم،  بیست و دوم و  بیست و سوم بعنوان نماینده تبریز  در مجلس شورای ملی حضور داشت.
‌

## زندگی‌نامه
محمد ديهيم تبريزى (١٢٨٩ –١٣٧٨) در تبریز متولد شد. 
تحصیلات ابتدایی را در تبریز و متوسطه را در دبیرستان مروی تهران گذراند. پس از اخذ دیپلم به تبریز بازگشت و از سال ١٣١٠ به عنوان دبیر در دبیرستان‌های پرورش و حکمت به تدریس پرداخت.
دیهیم فعالیت سیاسی خود را از سال ١٣٢٣ با عضویت در جمعیت فداکاران آغاز کرد. پس از آن روزنامه آذربادگان را که خط مشی ضد انگلیسی و ضد کمونیستی داشت،  منتشر نمود. سپس انجمن دوستیابی را در سال ١٣٢۴ و بعد انجمن ادبی دانشوران و انجمن ادبی آذربادگان را تأسیس کرد. 

محمد دیهیم در سال ١٣٣٨ به حزب ملیون پیوست و همزمان با تأسیس حزب ایران نوین به آن حزب ملحق شد.